# Cuevas de los Úbedas
Cuevas de los Úbedas es una localidad y pedanía del municipio de Almería (Andalucía, España) situado a 26 km del núcleo principal. En 2014 contaba con 32 habitantes (INE). Se accede a través de la carretera provincial AL-1008, que parte del núcleo de Cuevas de los Medinas.

## Geografía
Está situada en la parte norte del término municipal de Almería, 26 km al nordeste de la capital.

## Historia
La romería local, dedicada a su patrona, la Virgen de la Inmaculada, dejó de celebrarse durante los años 1960. A día de hoy, todavía no llega el agua potable ni la recogida de basuras a la población.

## Demografía
| Gráfica de evolución demográfica de FCuevas de los Úbedas entre 2000 y 2022 |
|                                                                             |
| Datos según el nomenclátor publicado por el INE.                            |